# Centre de recherche informatique de Corée
Le Centre informatique de Corée (CIC) (ou KCC pour Korea Computer Center en anglais) est le centre de recherche en technologies de l'information du gouvernement nord-coréen. Il a été fondé le 24 octobre 1990. Le CIC est l'organisation qui administre le domaine de premier niveau du pays, le ".kp", celui-ci emploie plus de 1 000 personnes.
La création du Centre de recherche informatique de Corée s'inscrit dans le cadre de la modernisation de l'économie nord-coréenne.
Il comporte 8 unités de développement et de production ainsi que 11 bureaux régionaux (centres d’information régionaux). Il gère le KCC Information Technology College et son institut de la technologie de l'information. Le CIC a des succursales en Chine, en Allemagne, en Syrie et aux Émirats arabes unis,. Intéressé par la recherche sur Linux, il a lancé le développement de la distribution Red Star OS localisée pour la Corée du Nord.
La Corée du Nord entend aussi favoriser le développement des logiciels libres, en privilégiant le développement d'applications basées sur Linux.
Le CIC fait partie de la caste politique et n'est pas entièrement une société informatique en soi. Son état technologique et sa modernité générale sont considérés comme très en retard par rapport au reste du monde, même dans la Corée du Nord. Par exemple, le fichier .kp ccTLD a été enregistré en 2007, mais le CIC n’a pas réussi à obtenir un registre opérationnel pendant trois ans, malgré le soutien d’une société européenne. 
Le CIC n'a toujours pas mis en place une infrastructure ccTLD (Domaine de premier niveau national) opérationnelle, ce que le gouvernement nord-coréen s'est fixé comme objectif depuis plusieurs années.
Bien que le CIC travaille principalement sur des projets en Corée du Nord, il dessert depuis 2001 des clients en Europe, en Chine, en Corée du Sud, au Japon et au Moyen-Orient. Elle exploite Naenara, le portail Web officiel de la Corée du Nord.
Nosotek est une autre société informatique nord-coréenne qui développe des jeux vidéos. Deux d'entre eux ont été publiés par News Corporation.

## Contexte de création et de développement
Le régime a été intéressé par les TIC depuis longtemps,. Kim Jong-il a créé une directive en août 1993 visant à moderniser les télécommunications pour en faire « un instrument de diffusion rapide des instructions du Grand Dirigeant ».

## Employés
La plupart des employés du domaine de la programmation et de l’ingénierie sont des enfants de Coréens du Japon.

## Produits
- Moteur de recherche "sam heug"
- Navigateur Web coréen "Naenara"
- Programme de jeu "Le Chosun Jang-Gi"
- Programme national coréen "Kwangmyong"
- Programme d'étude culinaire coréen "The Chosun Ryo-Li"
- Éditeur de méthode de saisie en coréen "Hana"
- "Koryo", logiciel de traduction anglais-coréen/coréen-anglais utilisant un stylo électronique
- Logiciel de reconnaissance vocale "Nunbora" en coréen
- Distribution Linux (édition coréenne) "Pulgunbyol" (Red Star OS)
- "Cyber Friend", système de vidéoconférence
- "Cyber Star", système d'enseignement à distance
- Logiciel Computer Go "SilverStar Paduk"
- Logiciel "HMS Player"
- Tablette Samjiyon